# Imre Csősz
Imre Attila Csősz (ur. 31 maja 1969 w Debreczynie) – węgierski judoka.
Na Igrzyskach Olimpijskich w Barcelonie w 1992 zdobył brązowy medal w wadze ciężkiej (powyżej 95 kg; ex aequo z Francuzem Davidem Douilletem). Starował również w Atlancie w 1996 i w Sydney w 2000. Do jego osiągnięć należy również brązowy medal mistrzostw świata (Barcelona 1991). Ma w swoim dorobku również dwa medale mistrzostw Europy – złoty (Birmingham 1995) i brązowy (Oviedo 1998). Dziesięciokrotnie był mistrzem Węgier (1989, 1990, 1992, 1993, 1994, 1995, 1996, 1997, 1998, 1999).